# Bandeau (architecture)
Pour les articles homonymes, voir bandeau.

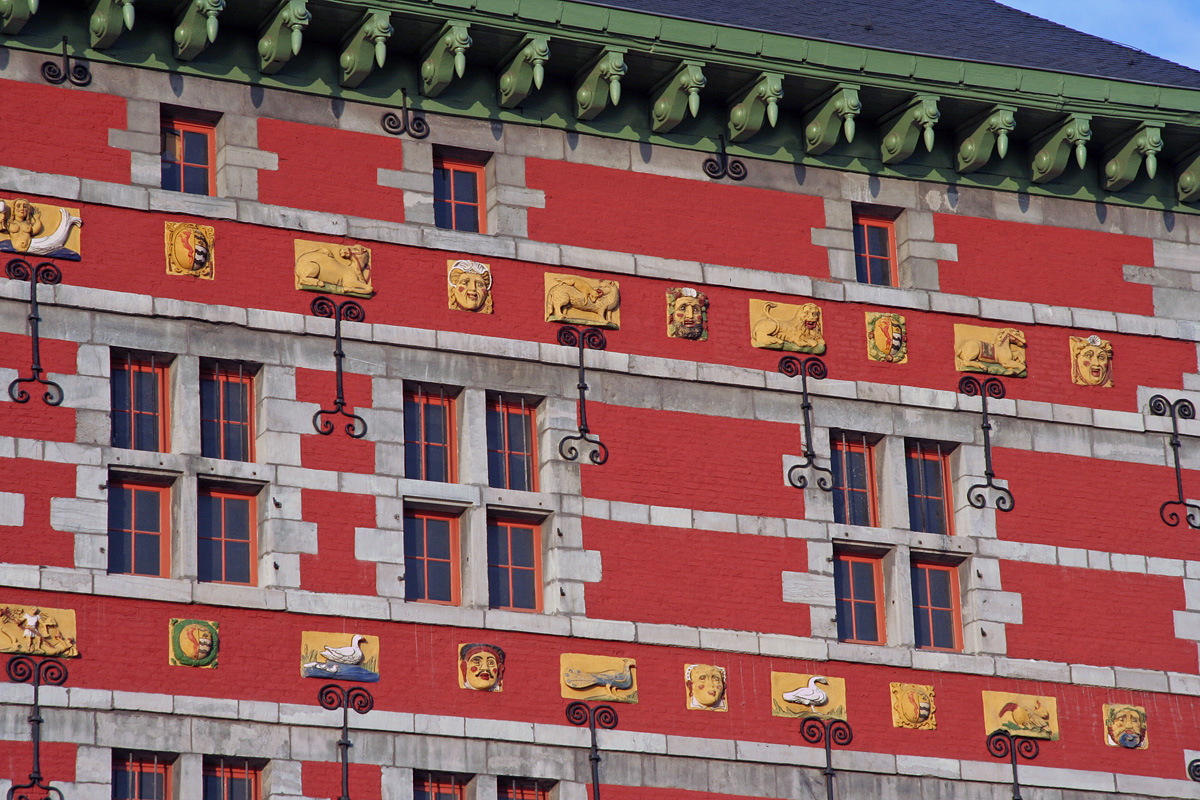
Façade du palais Curtius à Liège, sur laquelle courent des bandeaux appareillés.

Le bandeau, en architecture, est un élément saillant qui a trois sens, un ancien et deux modernes :
- ancien : moulures unies larges et peu saillantes se profilant en surface verticale ou horizontale, tout en suivant le contour d'une arcade (voir l'article Bandeau de voûte de pont en maçonnerie), d'une baie ou d'une porte-fenêtre. Se dit également « bande » ou « fasce » pour une moulure plate. Si ces moulures sont décorées de feuillages, elles portent le nom de cordon ;
- modernes : saillie horizontale continue longeant le long d'une façade correspondant généralement au niveau des planchers bruts. Pour les bâtiments à ossature et bardages métalliques, le bandeau est une pièce rapportée en extrémité haute de la façade, le long de la ligne d'égout, afin de masquer le chéneau et l'élément rive de la toiture.

## Ornement
Élément d'ornementation des façades, les bandeaux profilés rythment les élévations des bâtiments, séparant les niveaux à hauteur de plancher (bandeau d’étage) ou à hauteur des baies (bandeau d'appui).
| |
| Façade gauche de la maison des Vallenet à Aubusson, ornée d'un bandeau d'étage à double tore. Sur la façade droite, le bandeau d'appui est interrompu au droit de la fenêtre agrandie au XVIIIe siècle. |

|                                                                        |
| Façade d'une maison à Québec, rythmée par des bandeaux d'appuis plats. |

| |
| Façade d'une maison à Tournai, ornée par des appuis de baies isolés (prolongés aux étages par un bandeau plat filant) et des bandeaux d'étages moulurés. |

| |
| La pose d'un enduit sur façade peut être soulignée par le bandeau en pierre de taille, en ressaut de deux cm environ, destiné à terminer les surfaces enduites (22 rue Châteaufavier, Aubusson). |